# Списак партизанских одреда из Србије
Партизански одреди формирани на територији Србије били су део Народноослободилачке војске и партизанских одреда Југославије, који су се током Народноослободилачког рата, од јула 1941. до маја 1945. године, борили против окупатора и његових сардника. Њима је командовао Главни штаб НОВ и ПО Србије, а по потреби и Врховни штаб НОВ и ПОЈ. 
Први партизански одреди на територији Србије почели су се формирати крајем јуна и почетком јула 1941. године, и били су у почетку сачињени од десетак-двадесет бораца, углавном чланова КПЈ и СКОЈ-а или њихових симпатизера. Током лета 1941. године, после избијања оружаног устанка народа Србије, нагло је порастао број одреда, као и број бораца у њима. На војно-политичком саветовању у Стојицама, одржаном септембра 1941. године, руководство Народноослободилачког покрета је јасно дефинисало организацију партизанских одреда. 
У току Народноослободилачког рата на територији Србије формирано је преко четрдесет партизанских одреда, а највећи број њих формиран је у току лета 1941. године. После Прве непријатељске офанзиве на ослобођену територију западне Србије, децембра 1941. године, главнина партизанских одреда из западне Србије повукла се са Врховним штабом у Санџак, па потом у источну Босну, где су ови одреди чинили основу за стварање првих партизанских бригада. 
Током 1942. и 1943. године главно жариште Народноослободилачке борбе у Србији била је јужна Србија, док су на подрулију западне Србије и Шумадије, услед кризе устанка, многи одреди били расформирани. Крајем 1943. и почетком 1944. године, долази до поновног обнављања многих партизанских одреда. После ослобођења Србије, крајем 1944. године, партизански одреди су расформирани, а њихово људство је или упућивано у састав других јединица НОВЈ или КНОЈ-а или демобилисано. 

## Списак партизанских одреда у Србији
| одред                            | датум формирања     | место формирања                   | командант                      | политички комесар               |
| -------------------------------- | ------------------- | --------------------------------- | ------------------------------ | ------------------------------- |
| Бабички одред                    | 20. септембар 1941. | плaнина Бабичка гора              | Јован Цекић Ванча              | Велимир Манић Брка              |
| Бољевачки одред                  | 28. јул 1941.       | Подгорац, код Бољевца             | Срета Маринковић               | Добривоје Радосављевић Боби, нх |
| Ваљевски одред                   | 11. јул 1941.       | околина Ваљева                    | Здравко Јовановић, нх          | Милосав Милосављевић, нх        |
| Врањски одред                    | 12. август 1941.    | околина Врања                     | Сима Погачаревић, нх           |                                 |
| Добрички одред                   | 1944.               | рејон Добрича                     |                                |                                 |
| Други јужноморавски одред        | 4. март 1943.       | Равна Гора, код Власотинаца       | Ратко Павловић Ћићко, нх       | Владимир Вујовић Вуја           |
| Други шумадијски одред           | 7. јул 1941.        | Смедеревска Паланка               | Богосав Марковић               | Танасије Младеновић             |
| Зајечарски одред                 | 8. децембар 1943.   | Вратарница, код Зајечара          | Василије Ђуровић Жарки         |                                 |
| Јабланички одред                 | 21. октобар 1941.   | Јабланица                         | Милош Манојловић Милан         | Милија Радовановић Новица       |
| Јастребачки одред                | април 1942.         | планина Јастребац                 |                                |                                 |
| Књажевачки одред                 | 9. август 1941.     | околина Књажевца                  | Љуба Радуловић                 | Димитрије Тодоровић Каплар, нх  |
| Копаонички одред                 | август 1941.        | планина Копаоник                  | Предраг Вилимановић            | Душан Томовић                   |
| Космајско-посавски одред         | 7. јул 1941.        | планина Космај                    | Коча Поповић                   | Бора Марковић                   |
| Космајски одред                  | 31. јул 1941.       | планина Космај                    | Милутин Тодоровић              | Јован Јерковић                  |
| Крагујевачки одред               | 20. јул 1941.       | Грошница, код Крагујевца          | Раја Недељковић, нх            | Владимир Дедијер                |
| Крајински одред                  | 1. август 1941.     | Метриш, код Зајечара              | Бранко Перић, нх               | Љубомир Нешић, нх               |
| Краљевачки одред „Јован Курсула“ | 27. јул 1941.       | планина Гоч                       | Павле Јакшић, нх               | Миро Драгишић Пипер             |
| Кукавички одред                  | 10. август 1941.    | планина Кукавица                  | Милош Манојловић Милан         | Крста Миљанић Ђурђански         |
| Мачвански одред                  | 16. јул 1941.       | Глушци, код Богатића              | Небојша Јерковић               | Мика Митровић Јарац, нх         |
| Нишки одред                      | 6. јануар 1944.     | Топли До, код Пирота              | Конрад Жилник, нх              |                                 |
| Озренски одред                   | 2. август 1941.     | планина Озрен                     | Радоје Вујошевић Ристо, нх     | Алекса Маркишић Павле, нх       |
| Пиротски одред                   | 4. мај 1944.        | Студена                           | Зарије Благојевић              | Живадин Илић Рајко              |
| Пожаревачки одред                | септембар 1941.     | Кучево                            | Вељко Дугошевић, нх            | Чедомир Васовић, нх             |
| Поморавски одред                 | 23. јул 1941.       | Ђурђево брдо, код Јагодине        | Љубиша Урошевић                | Бошко Ђуричић                   |
| Посавски одред                   | 31. јул 1941.       | планина Космај                    | Коча Поповић, нх               | Бора Марковић, нх               |
| Први јужноморавски одред         | 7. фебруар 1943.    | Калуђерце, код Лесковац           | Димитрије Писковић Трнавац, нх | Радован Ковачевић Максим, нх    |
| Први шумадијски одред            | 1. јул 1941.        | Горња Трешњевица, код Аранђеловца | Милан Благојевић, нх           | Милан Илић Чича, нх             |
| Расински одред                   | 22. јул 1941.       | околина Крушевца                  | Михајло Живић                  | Десимир Јововић Чича, нх        |
| Сувоборски одред                 | јануар 1942.        | Поћута                            |                                |                                 |
| Сврљишко-нишавски одред          | 10. септембар 1941. | источна Србија                    | Радоје Вујошевић Ристо, нх     | Данило Прица Бора               |
| Тимочки одред                    | март 1942.          | источна Србија                    |                                |                                 |
| Топлички одред                   | 3. август 1941.     | планина Велики Јастребац          | Елисије Поповски Марко         | Ратко Павловић Ћићко            |
| Ужички одред „Димитрије Туцовић“ | јул 1941.           | околина Ужица                     | Душан Јерковић, нх             | Милинко Кушић, нх               |
| Царибродски одред                | мај 1944.           | Сенокос, код Цариборда            |                                |                                 |
| Црнотравски одред                | јун 1942.           | околина Црне Траве                |                                |                                 |
| Чачански одред „Драгиша Мишовић“ | 12. јул 1941.       | плaнина Јелица                    | Момчило Радосављевић           | Ратко Митровић, нх              |